# Chlebnice
Chlebnice este o comună slovacă, aflată în districtul Dolný Kubín din regiunea Žilina. Localitatea se află la altitudinea de 594 m deasupra n.m., se întinde pe o suprafață de 25,27 km2 și în 2017 număra 1.622 de locuitori.

## Istoric
Localitatea Chlebnice este atestată documentar din 1556.

## Demografie
| An:                | 1994 | 2004   | 2014   | 2024   |
| ------------------ | ---- | ------ | ------ | ------ |
| Număr de persoane: | 1479 | 1598   | 1612   | 1619   |
| Diferență:         |      | +8,04% | +0,87% | +0,43% |

| An:                | 2023 | 2024   |
| ------------------ | ---- | ------ |
| Număr de persoane: | 1622 | 1619   |
| Diferență:         |      | −0,18% |